# Roger Heman senior
Roger Heman senior (* 27. Februar 1898 in Kentucky; † 14. März 1969 in Woodland Hills (Los Angeles), Kalifornien) war ein US-amerikanischer Filmtechniker, der bei der Oscarverleihung 1944 zusammen mit Fred Sersen einen Oscar in der Kategorie „Beste visuelle Effekte“ in dem Filmdrama Crash Dive erhielt. Bei der Oscarverleihung 1950 wurde er zusammen mit W. D. Flick in der Kategorie „Bester Ton“ für den Film Der Kommandeur (Twelve O’Clock High) erneut mit einem Oscar ausgezeichnet.

## Biografie
Roger Heman, der 1898 in den Hügeln von Kentucky zur Welt kam, übernahm im Alter von 17 Jahren einen Job als Möbelfahrer. Eine seiner Fahrten führte ihn zu einem Studio in Boyle Heights in Kalifornien. Dort fiel er durch seine Bildung und sein gutes Aussehen auf und erhielt einen Job als Zuarbeiter des Requisiteurs. Bald schon arbeitete er auch für den Regisseur John H. Collins und dessen damalige Frau, die Stummfilm-Schauspielerin Viola Dana. 1918 erhielt er eine kleine Rolle als Cowboy in dem Film The Winding Trail. 1921 wurde er als Produktionsassistent in dem Film Die vier Reiter der Apokalypse (The Four Horsemen of the Apocalypse) eingesetzt, in einer Nebenrolle trat er außerdem als Gaucho auf. Nachdem unter anderem von Mary Pickford das neue Studio United Artists gegründet worden war, arbeitete Heman dort an diversen Filmen der Schauspielerin mit. Bei dem Filmdrama Stella Dallas (1925) nahm er die Position des Assistenz-Direktors ein und freundete sich während der Dreharbeiten mit Douglas Fairbanks junior an. In Fairbanks 1929 erschienenem Film Eternal Love war Heman wiederum als Assistenz-Direktor tätig.
Nachdem Heman bei 20th Century Fox angeheuert hatte, wo er das Vertrauen des Filmproduzenten Darryl F. Zanuck besaß, verbrachte er dort den Rest seines Arbeitslebens. Heman war vor allem für die Spezialeffekte in Filmen verantwortlich und arbeitete dort dicht mit Fred Sersen zusammen. Für die 1939 erschienene Romanze Nacht über Indien (The Rains Came) wurde Sersen mit einem Oscar ausgezeichnet. Heman war bei diesem Film für den Sound mitverantwortlich. Bereits für den Film Der Seeräuber (The Black Swan) waren Heman und Sersen zusammen mit George Leverett in der Kategorie „Beste Spezialeffekte“ für einen Oscar nominiert, mussten aber Farciot Edouart, Gordon Jennings, William L. Pereira und Louis Mesenkop den Vortritt mit dem Film Piraten im karibischen Meer (Reap the Wild Wind) überlassen. Für den Film Crash Dive arbeitete Heman 1943 erneut mit Fred Sersen zusammen. Beide wurden mit einem Oscar für die „Besten visuellen Effekte“ ausgezeichnet. Eine weitere Oscarnominierung für Heman und Sersen für die „Besten visuellen Effekte“ im Film Wilson erfolgte 1945. Der Oscar ging jedoch an A. Arnold Gillespie, Donald Jahraus, Warren Newcombe, Douglas Shearer und den Film Dreißig Sekunden über Tokio (Thirty Seconds Over Tokyo). 1946 waren Heman, Sersen, Sol Halperin und Harry M. Leonard für den Film Der Held von Burma (Objective, Burma!) wiederum in der Kategorie „Beste visuelle Effekte“ nominiert, der Oscar ging jedoch an John P. Fulton und Arthur Johns und den Film Der Wundermann (Wonder Man). Zusammen mit Ralph Hammeras, Edward Snyder und Sersen war Heman 1949 erneut für die „Besten visuellen Effekte“ in dem Film Deep Waters für einen Oscar nominiert, der jedoch an Paul Eagler, J. McMillan Johnson, Russell Shearman, Clarence Slifer, Charles L. Freeman und James G. Stewart und den Film Jenny (Portrait of Jennie) ging. 1950 konnte Heman den Oscar zusammen mit W. D. Flick erneut erringen. Beide waren nominiert in der Kategorie „Bester Ton“ für den Kriegsfilm Der Kommandeur. Alles über Eva (All About Eve, 1950) war ein weiterer Film des Studios der sechs der begehrten Oscars erringen konnte. Heman war in dem Film für den Sound mitverantwortlich. Zanuck war beeindruckt von Hemans Bemühungen die Surround-Sound-Effekte für den Film Der Tag an dem die Erde stillstand (The Day the Earth Stood Still) zu verbessern sowie auch für seine Hilfe betreffend der Entwicklung von Cinemascope.
Heman war mit Jesse, der Tochter eines prominenten Bankiers, der Liebe seines Lebens, wie er bekundete, verheiratet. Das Paar hatte einen Sohn Roger, der von seinem Vater schon in jungen Jahren in die Filmwelt eingeführt wurde und an dem 1975 mit einem Oscar ausgezeichneten Film Der weiße Hai mitwirkte. Heman erlitt 1960 einen Schlaganfall mit verheerenden Folgen und konnte nicht mehr arbeiten. 1969 starb er im Motion Picture Haus in Woodland Hills, das seinen engen Freunden Mary Pickford und Jean Hersholt gehörte.

## Filmografie (Auswahl)
- 1918: The Winding Trail
- 1921: Die vier Reiter der Apokalypse (The Four Horsemen of the Apocalypse)
- 1925: Das Opfer der Stella Dallas (Stella Dallas)
- 1929: Eternal Love
- 1930: The Bat Whispers
- 1934: Zirkus Barnum (The Mighty Barnum)
- 1935: Goldfieber in Alaska (The Call of the Wild)
- 1935: Die Elenden (Les Misérables)
- 1935: Der kleinste Rebell (The Littlest Rebel)
- 1935: Zeig’ kein Erbarmen! (Show Them No Mercy!)
- 1935: Der Mann, der die Bank von Monte Carlo sprengte (The Man Who Broke the Bank at Monte Carlo)
- 1935: Metropolitan
- 1936: King of Burlesque
- 1936: Der Gefangene der Haifischinsel (The Prisoner of Shark Island)
- 1936: Shirley Ahoi! (Captain January)
- 1936: Mississippi-Melodie (Banjo on My Knee)
- 1937: Im siebenten Himmel (Seventh Heaven)
- 1937: Rekrut Willie Winkie (Wee Willie Winkie)
- 1937: Heidi
- 1938: Alexander’s Ragtime Band
- 1938: Die goldene Peitsche (Kentucky)
- 1939: Jesse James, Mann ohne Gesetz (Jesse James)
- 1939: Die kleine Prinzessin (The Little Princess)
- 1939: Der Hund von Baskerville (The Hound of the Baskervilles)
- 1939: Der junge Mr. Lincoln (Young Mr. Lincoln)
- 1939: Damals in Hollywood (Hollywood Calvacade)
- 1939: Die Abenteuer des Sherlock Holmes (The Adventures of Sherlock Holmes)
- 1939: Nacht über Indien (The Rains Came)
- 1939: Trommeln am Mohawk (Drums Along the Mohawk)
- 1940: The Blue Bird
- 1940: Früchte des Zorns (The Grapes of Wrath)
- 1940: Lillian Russell
- 1940: Rache für Jesse James (The Return of Frank James)
- 1940: Galopp ins Glück (Down Argentine Way)
- 1940: Im Zeichen des Zorro (The Mark of Zorro)
- 1940: Tin Pan Alley
- 1941: Adoptiertes Glück (Sun Valley Serenade)
- 1942: 10 Leutnants von West-Point (Ten Gentlemen from West Point)
- 1942: Roxie Hart
- 1942: Nacht im Hafen (Moontide)
- 1942: Die Königin vom Broadway (My Gal Sal)
- 1943: Hello, Frisco, Hello
- 1943: Crash Dive
- 1943: Coney Island
- 1943: Holy Matrimony
- 1943: Das Lied von Bernadette (The Song of Bernadette)
- 1943: The Gang’s All Here
- 1943: Die Waise von Lowood (Jane Eyre)
- 1944: Zu Hause in Indiana (Home in Indiana)
- 1944: Buffalo Bill, der weiße Indianer (Buffalo Bill)
- 1944: Irish Eyes Are Smiling
- 1944: Wilson
- 1944: Schlüssel zum Himmelreich (The Keys of the Kingdom)
- 1945: Jahrmarkt der Liebe (State Fair)
- 1945: Das Haus in der 92. Straße (The House on 92nd Street)
- 1946: Sinfonie in Swing (Do You Love Me)
- 1946: Anna und der König von Siam (Anna and the King of Siam)
- 1947: Das Wunder von Manhattan (Miracle on 34th Street)
- 1947: Karneval in Costa Rica (Carnival in Costa Rica)
- 1948: Kennwort 777 (Call Northside 777)
- 1948: Deep Waters
- 1948: Straße ohne Namen (The Street with No Name)
- 1948: Ich heirate dich doch (That Wonderful Urge)
- 1948: Eine Dachkammer für zwei (Apartment for Peggy)
- 1949: Ich war eine männliche Kriegsbraut (I Was a Male War Bride)
- 1949: Der Kommandeur (Twelve O’Clock High)
- 1949: Dancing in the Dark
- 1949: Seemannslos (Down to the Sea in Ships)
- 1949: Sturmflug (Slattery's Hurricane)
- 1949: Wenn meine Frau das wüßte (Everybody Does It)
- 1949: Mr. Belvedere kann alles besser (Mr. Belvedere Goes to College)
- 1949: Lady Windermeres Fächer (The Fan)
- 1950: Alles über Eva (All About Eve)
- 1950: Der geheimnisvolle Ehemann (The Jackpot)
- 1950: Stella
- 1951: Zwei in der Falle (Rawhide)
- 1951: Rommel, der Wüstenfuchs (The Desert Fox: The Story of Rommel)
- 1951: Mr. Belvederes zweite Jugend (Mr. Belvedere Rings the Bell)
- 1951: Golden Girl
- 1951: The Model and the Marriage Broker
- 1952: Die Feuerspringer von Montana (Red Skies of Montana)
- 1952: Schnee am Kilimandscharo (The Snows of Kilimanjaro)
- 1952: Die Legion der Verdammten (Les Misérables)
- 1952: Casanova wider Willen (Dreamboat)
- 1952: Liebe, Pauken und Trompeten (Stars and Stripes Forever)
- 1953: Der Hauptmann von Peshawar (King of the Khyber Rifles)
- 1953: Niagara
- 1953: Madame macht Geschichte(n) (Call Me Madam)
- 1953: Der Untergang der Titanic (Titanic)
- 1954: Fluß ohne Wiederkehr (River of No Return)
- 1954: Drei Münzen im Brunnen (Three Coins in the Fountain)
- 1958: Weites Land (The Big Country)
- 1959: Mit Blut geschrieben (Pork Chop Hill)
- 1966: McHale’s Navy (Fernsehserie, 1 Folge)